# کری سیبل
کری سیبل (به انگلیسی: Keri Sable) بازیگر فیلم‌های پورن آمریکایی است.

## زندگی‌نامه
کری در یک خانواده ایتالیایی در بوفالو، آمریکا به دنیا آمد. او اولین فیلم پورن خود را پس از نقل مکان به لس آنجلس، کالیفرنیا در سال ۲۰۰۴ بازی نمود.